# Liv Lisa Fries
Liv Lisa Fries (Berlin, 31 d'octubre de 1990) és una actriu de televisió i cinema alemanya. És coneguda internacionalment per la interpretació del principal personatge femení Charlotte Ritter a la sèrie policíaca Babylon Berlin emesa a TV3 el juliol de 2023.

## Biografia
Fries va néixer a l'Hospital Charité de Berlín, Alemanya. I va ser criada al barri berlinès de Pankow.
Com a estudiant d'intercanvi, Fries va estudiar a Pequín. Després de rebre el títol d'Abitur el 2010, Fries es va matricular de nou a la universitat per estudiar filosofia i ciències literàries, però va haver d'abandonar a mesura que avançava la seva carrera com a actriu.
El seu primer paper al cinema va ser el 2005 al film Elementarteilchen; tanmateix, el seu paper va ser suprimit a l'edició final de la pel·lícula. Després va aparèixer el 2006 en un episodi de la sèrie de televisió Schimanski, en el qual interpretava el paper principal femení.

## Filmografia

### Cinema
- 2008. Die Welle
- 2010. Bis aufs Blut – Brüder auf Bewährung
- 2011. Romeos
- 2013. Zurich
- 2013. Staudamm'
- 2014. Die Präsenz
- 2015. Boy 7
- 2015. Heil
- 2016. Lou Andreas-Salomé
- 2017. Rakete Perelman
- 2019. Prélude
- 2021. Hinterland
- 2021. Confessions of Felix Krull
- 2021. Munich - The Edge of War
- 2021. Zwischen uns

### Televisió
- 2007. Schimanski, episodi 14.
- 2008. Die Jagd nach dem Schatz der Nibelungen
- 2008. Guter Junge
- 2009. Liebling, weck die Hühner auf
- 2010. Sie hat es verdient
- 2011. Eine halbe Ewigkeit
- 2011. Vater Mutter Mörder
- 2012. Schneeweißchen und Rosenrot
- 2012. Bella Block, episodi 30.
- 2012. Polizeiruf 110, episodi 331.
- 2013. Frauen die Geschichte machten (sèrie documental)
- 2014. Tatort, episodi 900.
- 2016. Mitten in Deutschland: NSU, episodi 3.
- 2017-avui dia. Babylon Berlin
- 2017-2019. Counterpart

## Premis i nominacions
| Any  | Premi                           | Categoria          | Obra                | Resultat  | Notes                                                               |
| ---- | ------------------------------- | ------------------ | ------------------- | --------- | ------------------------------------------------------------------- |
| 2012 | Goldene Kamera                  | Millor actriu jove | Sie hat es verdient | Guanyador |                                                                     |
| 2014 | Bayerischer Filmpreis           | Millor actriu jove | Zurich              | Guanyador |                                                                     |
| 2014 | Max-Ophüls-Preis                | Millor actriu jove | Zurich              | Guanyador |                                                                     |
| 2014 | Deutscher Regiepreis Metropolis | Millor actriu jove | Zurich              | Guanyador |                                                                     |
| 2015 | Preis der deutschen Filmkritik  | Millor actriu      | Zurich              | Guanyador |                                                                     |
| 2018 | Grimme-Preis                    | Premi de ficció    | Babylon Berlin      | Guanyador | Compartit amb l'equip de producció i repartiment de Babylon Berlin. |